# Nicola Spada
Nicola Spada (Cosenza, 15 febbraio 1851 – Cosenza, 24 luglio 1930) è stato un politico italiano.

## Biografia
Fu senatore del Regno d'Italia nella XXVI legislatura.
Consigliere provinciale di Cosenza, fu fondatore e Direttore della Banca popolare cosentina.
Massone, nel 1844 fu Maestro venerabile della Loggia "Excelsior" di Cosenza e fondatore delle Logge cosentine "Bruzia" nel 1879 e "Bruzia - Pietro De Roberto" nel 1899, della quale divenne Maestro venerabile nel 1910-1920. Nel 1910 fu nominato membro onorario del Supremo consiglio del Rito scozzese antico ed accettato.